# Arlington (Iowa)
Arlington es una ciudad situada en el condado de Fayette, Estado de Iowa, Estados Unidos. Según el censo de 2000 tenía una población de 490 habitantes.

## Demografía
Según el censo de 2000, había 490 personas, 212 hogares y 140 familias residiendo en la localidad. La densidad de población era de 180,48 hab./km². Había 230 viviendas con una densidad media de 84,6 viviendas/km². El 99,39% de los habitantes eran blancos, el 0,41% amerindios y el 0,02% asiáticos.
Según el censo, de los 212 hogares, en el 25,9% había menores de 18 años, el 52,4% pertenecía a parejas casadas, el 9,4% tenía a una mujer como cabeza de familia, y el 33,5% no eran familias. El 30,2% de los hogares estaba compuesto por un único individuo, y el 17,5% pertenecía a alguien mayor de 65 años viviendo solo. El tamaño promedio de los hogares era de 2,31 personas, y el de las familias de 2,87.
La población estaba distribuida en un 25,9% de habitantes menores de 18 años, un 5,3% entre 18 y 24 años, un 22,4% de 25 a 44, un 24,7% de 45 a 64, y un 21,6% de 65 años o mayores. La media de edad era 43 años. Por cada 100 mujeres había 83,5 hombres. Por cada 100 mujeres de 18 años o más, había 83,3 hombres.
Los ingresos medios por hogar en la localidad eran de 30.357 dólares ($), y los ingresos medios por familia eran 37.083 $. Los hombres tenían unos ingresos medios de 25.938 $ frente a los 17.031 $ para las mujeres. La renta per cápita para la ciudad era de 14.643 $. El 14,9% de la población y el 11,9% de las familias estaban por debajo del umbral de pobreza. El 24,6% de los menores de 18 años y el 12,5% de los habitantes de 65 años o más vivían por debajo del umbral de pobreza.

## Geografía
Según la Oficina del Censo de los Estados Unidos, la localidad tiene un área total de 2,72 km², la totalidad de los cuales corresponden a tierra firme.